# 李濠任
李濠任（1986年8月26日—），為台灣的棒球選手之一，曾效力於中華職棒兄弟象隊，守備位置為投手，2009年季末疑似涉入黑象事件遭檢方調查，後認罪坦承打假球，被兄弟象隊開除，並以20萬元交保，且遭到中華職棒終身禁賽。

## 經歷
- 台東縣卑南國小少棒隊
- 台東縣新生國中青少棒隊
- 臺北縣穀保家商青棒隊
- 文化大學棒球隊（美孚巨人）
- 合作金庫棒球隊
- 兄弟象隊代訓球員（2008年）
- 中華職棒兄弟象隊（2008年－2009年）

## 職棒生涯成績
| 年度   | 球隊   | 出賽 | 勝投 | 敗投 | 中繼 | 救援 | 完投 | 完封 | 四死 | 三振 | 責失 | 投球局數 | 防禦率 |
| ------ | ------ | ---- | ---- | ---- | ---- | ---- | ---- | ---- | ---- | ---- | ---- | -------- | ------ |
| 2009年 | 兄弟象 | 38   | 3    | 2    | 3    | 5    | 0    | 0    | 37   | 40   | 44   | 74.0     | 5.35   |
| 合計   | 1年    | 38   | 3    | 2    | 3    | 5    | 0    | 0    | 37   | 40   | 44   | 74.0     | 5.35   |

## 特殊事蹟
- 2009年7月29日，職棒生涯首度先發面對統一7-ELEVEn獅，主投5局無失分拿下勝投。
- 2009年10月24日，於台灣大賽第六戰第16局上場，主投2局飆出5次三振，沒有任何被安打及四死球保送，並靠著王勝偉在17局上半的陽春全壘打，拿下勝投，為個人生涯台灣大賽第一勝。

## 外部連結
- 李濠任在台灣棒球維基館上的頁面（繁體中文）
- 李濠任在中華職棒
- 李濠任在Baseball-Reference.com（小聯盟以及海外聯盟）（英语）